# Allium coryi
Allium coryi — вид трав'янистих рослин родини амарилісові (Amaryllidaceae), ендемік західного Техасу (США).

## Опис
Цибулин 1–5, без базальних цибулинок, яйцюваті, 1–1.8 × 0.7–1.5 см; зовнішні оболонки містять 1 або більше цибулин, коричневі, сітчасті; внутрішні оболонки білуваті або коричнюваті. Листки стійкі, зелені в період цвітіння, 3–5, розлогі; листові пластини плоскі, жолобчасті, 10–30 см × 1–3 мм, краї цілі. Стеблина стійка, поодинока, прямостійна, 10–30 см × 1–3 мм. Зонтик стійкий, прямостійний, компактний або ± розлогий, зазвичай 10–25-квітковий, півсферично-кулястий, цибулинки невідомі. Квіти від дзвінчастих до ± зірчастих, 6–9 мм; листочки оцвітини розлогі, яскраво-жовті, іноді з відтінком червоного кольору, вицвітають з віком, а іноді після висихання, від яйцюватих до ланцетоподібних, ± рівні, на плодах стають паперовими і жорсткими, краї цілі, верхівка тупа або гостра. Пиляки жовті; пилок жовтий. Насіннєвий покрив блискучий. 2n = 14.
Цвітіння: квітень — травень.

## Поширення
Ендемік західного Техасу (США).
Населяє скелясті схили та рівнини, гори; 800–1400 м.